# Hranitne (obwód rówieński)
Hranitne (ukr. Гранітне) – wieś na Ukrainie, w obwodzie rówieńskim, w rejonie sarneńskim, w hromadzie Wyry. W 2001 liczyła 535 mieszkańców, wśród których 527 wskazało jako ojczysty język ukraiński, 7 rosyjski, a 1 białoruski.